# Sheldon Lewis
Sheldon Lewis (ur. 20 kwietnia 1869 w Filadelfii, zm. 7 maja 1958 w San Gabriel) – amerykański aktor epoki filmu niemego.

## Wybrana filmografia
- The Exploits of Elaine (1914)
- An Affair of Three Nations (1915)
- The Menace of the Mute (1915)
- The House of Fear (1915)
- The Iron Claw (1916)
- The Hidden Hand (1917)
- The Bishop's Emeralds (1919)
- Doktor Jekyll i pan Hyde (1920)
- Orphans of the Storm (1921)
- The Little Red Schoolhouse (1923)
- The Enemy Sex (1924)
- In Fast Company (1924)
- The Dangerous Flirt (1924)
- Those Who Dare (1924)
- The Top of the World (1925)
- Bashful Buccaneer (1925)
- New Lives for Old (1925)
- With Kit Carson Over the Great Divide (1925)
- Super Speed (1925)
- Silent Sanderson (1925)
- Beyond the Trail (1926)
- Exclusive Rights (1926)
- Señor Daredevil (1926)
- The Two-Gun Man (1926)
- With Buffalo Bill on the U. P. Trail (1926)
- Don Juan (1926)
- A Desperate Moment (1926)
- Life of an Actress (1927)
- The Cruise of the Hellion (1927)
- Driven from Home (1927)
- The Ladybird (1927)
- Turn Back the Hours (1928)
- The Chorus Kid (1928)
- The Little Wild Girl (1928)
- The River Woman (1928)
- Marlie the Killer (1928)
- Tarzan the Tiger (1929)
- Black Magic (1929)
- Terry of the Times (1930)
- The Monster Walks (1932)